# Amtsmissbrauch (Deutschland)
Als Einzelstraftatbestand existiert der klassische Amtsmissbrauch in Deutschland nicht mehr. 

## Deutsches Reich
Die Vorschrift des § 339 StGB (alte Fassung) wurde als Amtsmißbrauch in das Reichsstrafgesetzbuch vom 15. Mai 1871 aufgenommen. Abs. 1 lautete: „Ein Beamter, welcher durch Mißbrauch seiner Amtsgewalt oder durch Androhung eines bestimmten Mißbrauchs derselben Jemand zu einer Handlung, Duldung oder Unterlassung widerrechtlich nötigt, wird mit Gefängnis bestraft.“ Abs. 2 erklärte den Versuch für strafbar. 
Dieses Beamtendelikt wurde im Dritten Reich auf der Grundlage des Erlasses des Führers über besondere Vollmachten des Reichsministers der Justiz vom 20. August 1942 durch Art. 10 lit. b, Schlussvorschrift S. 1 der (Ersten) Verordnung zur Angleichung des Strafrechts des Altreichs und der Alpen- und Donau-Reichsgaue (Strafrechtsangleichungsverordnung) vom 29. Mai 1943 zum 15. Juni 1943 von dem Reichsminister der Justiz Otto Georg Thierack aufgehoben; der allgemeine Tatbestand der Nötigung wurde erweitert und die Strafdrohung erhöht. Der Tatbestand der Aussageerpressung, der bis 1943 eine Qualifikation des Amtsmissbrauchs war, blieb bis heute bestehen (im Dritten Reich kam allerdings Folter häufig vor, da die Vorschrift nicht durchgesetzt wurde). 

## DDR
In der DDR bestand vom 1. Juli 1990 bis zur Wiedervereinigung am 3. Oktober 1990 in § 244a Strafgesetzbuch (DDR) ein Tatbestand mit dem Titel Amtsmißbrauch der folgenden Wortlaut hatte: 
(1) Wer seine staatlichen oder gesellschaftlichen Befugnisse oder seine Stellung oder Tätigkeit mißbraucht und zum Nachteil des Gemeinwohls sich oder andere erheblich bereichert oder sich oder anderen sonstige erhebliche Vorteile verschafft, wird mit Freiheitsstrafe bis zu fünf Jahren, Verurteilung auf Bewährung oder mit Geldstrafe bestraft.
(2) Schwere Fälle des Amtsmißbrauchs werden mit Freiheitsstrafe von zwei bis zu zehn Jahren bestraft. Einen schweren Fall begeht, wer das Gemeinwohl in besonders hohem Maße schädigt oder sich oder anderen Vorteile in besonders hohem Umfang, verschafft.
(3) Der Versuch ist strafbar.

## Nach der Wiedervereinigung
Mit Wirkung zum 1. April 1998 wurde durch Art. 1 Nr. 46 Buchst. b des Sechsten Gesetzes zur Reform des Strafrechts (6. StrRG) vom 26. Januar 1998 in  § 240 Abs. 4 StGB die Ausnutzung der Befugnisse oder Stellung als Amtsträger als Regelbeispiel des besonders schweren Falls der Nötigung aufgenommen.
Außerdem stellt das Strafgesetzbuch bestimmte einzelne Amtsdelikte in den § 174b und § 258a StGB sowie im Dreißigsten Abschnitt (§§ 331 bis 358 StGB) unter Strafe.
Darüber hinaus existieren durch § 353 StGB – Abgabenüberhebung, Leistungskürzung – zwei Sonderstraftatbestände des Amtsmissbrauchs, in denen der Amtsträger jedoch nur dann bestraft wird, wenn er die rechtswidrige Amtshandlung (die rechtswidrige Erhebung von Abgaben für eine öffentliche Kasse, ohne dass sie überhaupt oder nur in geringerem Betrag geschuldet werden oder die rechtswidrige Kürzung von staatlichen Leistungen) zu seinem persönlichen Vorteil vollzieht, wogegen die rechtswidrige Amtshandlung zum Vorteil des Staates und damit zum Nachteil des von der Amtshandlung unmittelbar Betroffenen straflos bleibt.